# Alexander Bisenz
Alexander Bisenz (* 22. Februar 1962 in Wien; † 15. Mai 2021 in St. Pölten) war ein österreichischer Kabarettist und Maler.

## Leben
Bisenz’ Großvater war Theaterdirektor, sein Vater Schauspieler. Letzterer starb jedoch früh. Bisenz nahm privaten Schauspielunterricht und besuchte Seminare für Mimik, Tanz, Parodie und Gesang. Seine Karriere begann er als Zauberer, Feuerschlucker und Bauchredner.
1986 trat er mit seiner ersten Show „Ewig junge Helden“ an die Öffentlichkeit. Es folgten weitere Programme, wie „Auszuckt“, mit dem er 1990 auf seine erste große Österreich-Tournee ging, „Gnadenlos“ und „Nix is Nix“ sowie zahlreiche Auftritte in Radio- und Fernsehsendungen.
Von Beginn an war sein Alter Ego „Alfred Wurbala“ fixer Bestandteil der Programme. Darüber hinaus schlüpfte Bisenz in die verschiedensten Rollen. Im Programm „Aus’n Leb’n“, welches 1997 Premiere feierte, verwendete Bisenz auch die Malerei auf der Bühne, er setzte die einzelnen Instrumente in verschiedene Farben um und kreierte so ein ganzes abstraktes Gemälde.
Nach dem Programm „Rawuzi-Kapuzi“ von 1998 legte er eine Pause vom Kabarett ein und widmete sich intensiv der Malerei. Er verwendete dabei immer Acrylfarben, mit denen er Sand einfärbte und mit Pinsel, Spachtel oder Fingern auf Leinwand auftrug. Er brachte es zu zahlreichen Ausstellungen im In- und Ausland und wurde ein anerkannter Künstler, der ein eigenes Atelier in St. Pölten betrieb.
Im Jahre 2001 wurde ihm der Jakob-Prandtauer-Preis für Wissenschaft und Kunst der Stadt St. Pölten verliehen. 2017 feierte er sein 40-jähriges Bühnenjubiläum.
Am 1. April 2019 erschien die Seiler-und-Speer-Single „Herr Inspektor“, in der Alexander Bisenz als sein Alter Ego „Alfred Wurbala“ einen Gastauftritt hatte.
Bisenz litt an Lungenkrebs und hatte im Frühjahr 2020 auch einen Herzinfarkt, der eine Herzoperation notwendig machte. Als es zu Metastasen kam, lehnte Bisenz jegliche weitere Therapie ab und verstarb am 15. Mai 2021 im Alter von 59 Jahren in St. Pölten. Er wurde am 28. Mai 2021 auf dem Hauptfriedhof St. Pölten begraben. 2023 ehrt ihn das Stadtmuseum St. Pölten mit einer Ausstellung über sein Werk als Maler.

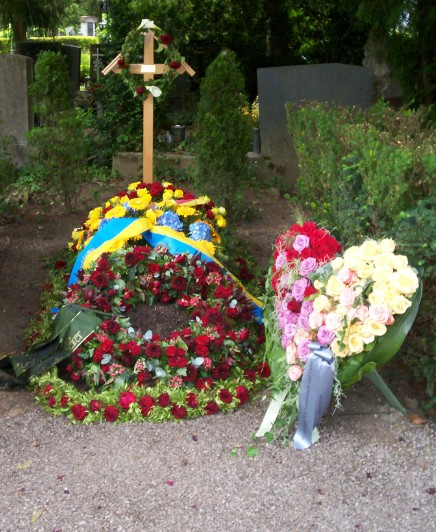
Grabstätte von Alexander Bisenz

## Programme
- 1986 – Ewig junge Helden
- 1987 – Auszuckt
- 1990 – Auszuckt 90
- 1992 – Gnadenlos
- 1995 – Nix is Nix
- 1997 – Aus’n Leb’n
- 1998 – Rawuzi-Kapuzi
- 2002 – Alfred Wurbala Late Night Show
- 2007 – Absolut gähnfrei
- 2009 – ÖSTERREICH FRONTAL
- 2012 – Jubiläumsausstellung Bisenz SCHLUSSBLEDOJE
- 2013–2016 – Best of Tour Bisenz IS LETZTE
- 2017 – Best of Tour Bisenz IS LETZTE

## Diskografie (Auswahl)
- 1991 – Auszuckte Gfrasta
- 1992 – Zwa Gfrasta
- 1993 – Das Duell (mit Wolfgang Ambros)
- 1993 – Gnadenlos (live)
- 1995 – Nix is Nix
- 1997 – Aus’n Leb’n
- 1998 – Rawuzi-Kapuzi
- 2000 – Best Of 1991–2000
- 2002 – Maxi-Single CD Trott’ln
- 2004 – Wurbala Blues
- 2006 – Alfred Wurbala Late night show
- 2007 – Bisenz ABSOLUT GÄHNFREI (live)
- 2009 – Bisenz die Hits aus ÖSTERREICH FRONTAL (Maxi-CD)
- 2010 – Bisenz ÖSTERREICH FRONTAL LIVE
- 2012 – Bisenz 50
- 2013 – Katalog Band Bisenz KUNST&DESIGN
- 2014 – Bisenz Best Of IS LETZTE (Live)
- 2017 – Buch – DER BISENZ – Ein gelebtes Kasperltheater
- 2017 – Bisenz & Wurbala – Best of (DVD & CD)